# Best of Bee Gees, Volume 2
Best of Bee Gees, Volume 2 är ett samlingsalbum av Bee Gees som beroende på territorium har varierat både vad gäller utgivningsdatum, utseende och innehåll.

## Utgåvor

### Europa (1971)
I Sverige, övriga norden, Tyskland, Frankrike och Italien gavs volym 2 ut redan 1971 med en låtförteckning som till stor del fokuserade på deras karriär efter Odessa såväl som grupp och som soloartister.
Best of Bee Gees, vol. 2 (Polydor 2480 030)
Sida 1
1. "Let There Be Love"
2. "I.O.I.O." (Barry & Maurice Gibb)
3. "Don't Forget to Remember" (Barry & Maurice Gibb)
4. "Saved by the Bell" (Robin Gibb)
5. "Lamplight"
6. "One Million Years" (Robin Gibb)

Sida 2
1. "August October" (Robin Gibb)
2. "Sweetheart" (Barry & Maurice Gibb)
3. "Railroad" (Maurice Gibb & Billy Lawrie)
4. "I'll Kiss Your Memory" (Barry Gibb)
5. "Lonely Days"
6. "Tomorrow Tomorrow" (Barry & Maurice Gibb)

Låtarna komponerade av Barry, Robin och Maurice Gibb om inget annat anges.

### Storbritannien (1973)
När den brittiska utgåvan släpptes två år senare fick större delen av solomaterialet stå till sidan. 
Denna utgåva gavs även ut i Italien under titeln "Best of Bee Gees, vol. 3".
Best of Bee Gees, vol. 2 (RSO Records 2394 106)
Sida 1
1. "How Can You Mend a Broken Heart" (Barry & Robin Gibb)
2. "I.O.I.O." (Barry & Maurice Gibb)
3. "Don't Wanna Live Inside Myself" (Barry Gibb)
4. "Melody Fair"
5. "My World" (Barry & Robin Gibb)
6. "Let There Be Love"
7. "Saved by the Bell" (Robin Gibb)

Sida 2
1. "Lonely Days"
2. "Morning of My Life" (Barry Gibb)
3. "Don't Forget to Remember" (Barry & Maurice Gibb)
4. "And the Sun Will Shine"
5. "Run to Me"
6. "Man for All Seasons"
7. "Alive" (Barry & Maurice Gibb)

Låtarna komponerade av Barry, Robin och Maurice Gibb om inget annat anges.

### USA/Kanada (1973)
Den nordamerikanska utgåvan är snarlik den engelska med undantag för låtordning samt tillägget av den senaste singeln "Wouldn't I Be Someone".
Best of Bee Gees, vol. 2 (RSO SO 875)
Sida 1
1. "Wouldn't I Be Someone"
2. "I.O.I.O." (Barry & Maurice Gibb)
3. "My World" (Barry & Robin Gibb)
4. "Saved by the Bell" (Robin Gibb)
5. "Don't Forget to Remember" (Barry & Maurice Gibb)
6. "And the Sun Will Shine"
7. "Run to Me"
8. "Man for All Seasons"

Side 2  
1. "How Can You Mend a Broken Heart" (Barry & Robin Gibb)
2. "Don't Wanna Live Inside Myself" (Barry Gibb)
3. "Melody Fair"
4. "Let There Be Love"
5. "Lonely Days"
6. "Morning of My Life" (Barry Gibb)
7. "Alive" (Barry & Maurice Gibb)

Låtarna komponerade av Barry, Robin och Maurice Gibb om inget annat anges.

## Återutgivning på CD
När Polydor återutgav Bee Gees katalog på CD under åttiotalet var det den brittiska förlagan som fick representera "Best of Bee Gees, vol. 2" på CD. När Reprise återutgav den  i november 2008 skedde det samma.